# Punnett’s Town
Punnett’s Town – osada w Anglii, w hrabstwie East Sussex. Leży 23,1 km od miasta Lewes i 67,6 km od Londynu. W 2015 miejscowość liczyła 580 mieszkańców.